# Martiniquehärmtrast
Martiniquehärmtrast (Ramphocinclus brachyurus) är en utrotningshotad tätting i familjen härmtrastar.

## Utseende och läten
Vitbröstad härmtrast är en brunvit, 23–25 cm lång fågel med lång näbb som är nedåtböjd nära spetsen. Ovansidan är mörkbrun, undersida vit. Ögat är rött. Ungfågeln är helbrun och utvecklar en vit bröstfläck med åldern. Liknande grå darrhärmtrast är större och mindre tvåfärgad, grå ovan och har vitt öga. Den har en rätt begränsad repertoar av korta och hårda läten, ibland även musikaliska "tee-rou". Varningslätet är ett hårt "tschhhh".

## Utbredning och systematik
Martiniquehärmtrast förekommer på endast på Martinique i Små Antillerna. Tidigare inkluderades saintluciahärmtrasten i arten, då under det svenska trivialnamnet vitbröstad härmtrast. Sedan 2024 delas de dock upp i två arter.

## Status
IUCN kategoriserar arten som starkt hotad, men inkluderar även saintluciahärmtrasten i bedömningen.